# Straßenradsport-Europameisterschaften 2016
Die Straßenradsport-Europameisterschaften 2016 (2016 UEC Road European Championships) fand vom 14. bis 18. September 2016 im französischen Plumelec und im Département Morbihan in der Bretagne statt.
Zunächst war die Austragung in Nizza und Monaco geplant. Am 5. August 2016 wurden die Meisterschaften jedoch vor dem Hintergrund des Anschlags am 14. Juli 2016, bei dem 85 Menschen getötet wurden, abgesagt.
Zunächst war befürchtet worden, dass aufgrund der kurzfristigen Absage die Europameisterschaften ausfallen würden, dann bewarben sich jedoch neben Morbihan das britische Yorkshire sowie die italienischen Orte Trentino und Marche. Die Vergabe an Plumelec erfolgte wegen der selektiven Strecke, die unter anderem den 7,8 Prozent steilen Anstieg Côte de Cadoudal beinhaltet.
Bei diesen Straßen-Europameisterschaften wurden erstmals auch Titel in den Elite-Klassen der Männer und Frauen vergeben. Bisher waren die EM-Rennen den Nachwuchsklassen U19 und U23 vorbehalten.

## Wettkämpfe
| Datum                     | Zeit (MEZ)       | Wettkampf                        | Distanz          | Runden           | Europameister 2015   | Europameister 2016     |                  |
| Einzelzeitfahren          | Einzelzeitfahren | Einzelzeitfahren                 | Einzelzeitfahren | Einzelzeitfahren | Einzelzeitfahren     | Einzelzeitfahren       | Einzelzeitfahren |
| ------------------------- | ---------------- | -------------------------------- | ---------------- | ---------------- | -------------------- | ---------------------- | ---------------- |
| Mittwoch, 14. September   | 9:30             | Juniorinnen – Einzelzeitfahren   | 12,7 km          |                  | Agnieszka Skalniak   | Lisa Morzenti          |                  |
| Mittwoch, 14. September   | 12:30            | Junioren – Einzelzeitfahren      | 25,4 km          |                  | Nikolai Iljitschew   | Alexys Brunel          |                  |
| Mittwoch, 14. September   | 15:00            | Männer U 23 – Einzelzeitfahren   | 25,4 km          |                  | Steven Lammertink    | Lennard Kämna          |                  |
| Donnerstag, 15. September | 10:30            | Frauen: Elite – Einzelzeitfahren | 25,4 km          |                  | nicht ausgetragen    | Ellen van Dijk         |                  |
| Donnerstag, 15. September | 10:30            | Frauen: U23 – Einzelzeitfahren   | 25,4 km          |                  | Mieke Kröger         | Anastasija Jakowenko   |                  |
| Donnerstag, 15. September | 14:00            | Elite Männer – Einzelzeitfahren  | 45,5 km          |                  | nicht ausgetragen    | Jonathan Castroviejo   |                  |
| Straßenrennen             |                  |                                  |                  |                  |                      |                        |                  |
| Freitag, 16. September    | 10:00            | Juniorinnen – Straßenrennen      | 68,5 km          | 5                | Nadia Quagliotto     | Liane Lippert          |                  |
| Freitag, 16. September    | 14:00            | Junioren – Straßenrennen         | 123,3 km         | 9                | Alan Banaszek        | Nicolas Malle          |                  |
| Samstag, 17. September    | 12:00            | Männer U 23 – Straßenrennen      | 150,7 km         | 11               | Erik Baška           | Aljaksandr Rabuschenka |                  |
| Samstag, 17. September    | 14:00            | Frauen U23 – Straßenrennen       | 109,6 km         | 8                | Katarzyna Niewiadoma | Katarzyna Niewiadoma   |                  |
| Samstag, 17. September    | 14:00            | Frauen Elite – Straßenrennen     | 109,6 km         | 8                | nicht ausgetragen    | Anna van der Breggen   |                  |
| Sonntag, 18. September    | 10:50            | Elite Männer – Straßenrennen     | 236,3 km         | 17               | nicht ausgetragen    | Peter Sagan            |                  |

## Resultate

### Frauen Elite
| Straßenrennen (124 km) |                      |      |                       |
| Platz                  | Sportlerin           | Land | Zeit (h)              |
|                        | Anna van der Breggen | NED  | 2:55:55 (37,381 km/h) |
|                        | Elisa Longo Borghini | ITA  | gl. Zeit              |
|                        | Alena Amjaljussik    | BLR  | gl. Zeit              |

| Einzelzeitfahren (25,4 km) |                      |      |                        |
| Platz                      | Sportlerin           | Land | Zeit (min)             |
|                            | Ellen van Dijk       | NED  | 36:41,07 (41,545 km/h) |
|                            | Anna van der Breggen | NED  | 36:59,47               |
|                            | Olga Sabelinskaja    | RUS  | 37:04,46               |

### Frauen U23
| Straßenrennen (109,600 km) |                       |      |                       |
| Platz                      | Sportlerin            | Land | Zeit (h)              |
|                            | Katarzyna Niewiadoma  | POL  | 2:55:55 (37,381 km/h) |
|                            | Cecilie Uttrup Ludwig | DEN  | + 0,12 min            |
|                            | Séverine Eraud        | FRA  | + 0,12 min            |

| Einzelzeitfahren (25,4 km) |                       |      |                        |
| Platz                      | Sportlerin            | Land | Zeit (min)             |
|                            | Anastassija Jakowenko | RUS  | 39:35,87 (38,501 km/h) |
|                            | Xenia Tuhai           | UKR  | 39:45,49               |
|                            | Lisa Klein            | GER  | 39:47,48               |

### Männer Elite
| Straßenrennen (232,9 km) |                    |      |                         |
| Platz                    | Sportler           | Land | Zeit (h)                |
|                          | Peter Sagan        | SVK  | 5:34:23 h (41,790 km/h) |
|                          | Julian Alaphilippe | FRA  | gl. Zeit                |
|                          | Daniel Moreno      | ESP  | gl. Zeit                |

| Zeitfahren (45,5 km) |                      |      |                        |
| Platz                | Sportler             | Land | Zeit (min)             |
|                      | Jonathan Castroviejo | ESP  | 58:13,99 (46,894 km/h) |
|                      | Victor Campenaerts   | BEL  | 58:43,43               |
|                      | Moreno Moser         | ITA  | 58:52,93               |

### Männer U23
| Straßenrennen (161,2 km) |                        |      |           |
| Platz                    | Sportler               | Land | Zeit (h)  |
|                          | Aljaksandr Rabuschenka | BLR  | 3:32,43 h |
|                          | Bjorg Lambrecht        | BEL  | gl. Zeit  |
|                          | Andrea Vendrame        | ITA  | gl. Zeit  |

| Zeitfahren (25,4 km) |               |      |                        |
| Platz                | Sportler      | Land | Zeit (min)             |
|                      | Lennard Kämna | GER  | 33:59,87 (43,256 km/h) |
|                      | Filippo Ganna | ITA  | 34:29,58               |
|                      | Rémi Cavagna  | FRA  | 34:34,18               |

### Juniorinnen
| Straßenrennen (68,5 km) |               |      |                       |
| Platz                   | Sportlerin    | Land | Zeit (h)              |
|                         | Liane Lippert | GER  | 1:54:14 (35,979 km/h) |
|                         | Elisa Balsamo | ITA  | + 0:04 min            |
|                         | Sophie Wright | GBR  | + 0:04 min            |

| Einzelzeitfahren (12,7 km) |                 |      |                        |
| Platz                      | Sportlerin      | Land | Zeit (min)             |
|                            | Lisa Morzenti   | ITA  | 19:02,04 (40,035 km/h) |
|                            | Alessia Vigilia | ITA  | 19:16,66               |
|                            | Juliette Labous | FRA  | 19:24,58               |

### Junioren
| Straßenrennen (123,3 km) |                   |      |                       |
| Platz                    | Sportler          | Land | Zeit (h)              |
|                          | Nicolas Malle     | FRA  | 3:03:49 (40,247 km/h) |
|                          | Émilien Jeannière | BEL  | gl. Zeit              |
|                          | Tadej Pogačar     | SLO  | gl. Zeit              |

| Einzelzeitfahren (25,4 km) |               |      |                        |
| Platz                      | Sportler      | Land | Zeit (min)             |
|                            | Alexys Brunel | FRA  | 35:58,76 (42,539 km/h) |
|                            | Marc Hirschi  | SUI  | 36:09,54               |
|                            | Iver Knotten  | NOR  | 36:09,78               |

## Aufgebote

### Bund Deutscher Radfahrer
Elite Männer
- Zeitfahren: Nils Politt, Jasha Sütterlin
- Straßenrennen: Emanuel Buchmann, Raphael Freienstein, Johannes Fröhlinger, Simon Geschke, Paul Martens, Andreas Schillinger, Mario Vogt, Paul Voß, Rick Zabel

U23 Männer
- Zeitfahren/Straße: Patrick Haller, Lennard Kämna, Christian Koch, Martin Salmon, Jan Tschernoster, Georg Zimmermann

Junioren
- Johannes Adamietz, Richard Banusch, Frederik Einhaus, Felix Groß, Maximilian Hamberger, Juri Hollmann, Johannes Hodapp, Jan Hugger, Tobias Nolde, Jonas Rutsch

Frauen Elite und U23
- Jacqueline Dietrich, Romy Kasper, Mieke Kröger, Claudia Lichtenberg, Clara Koppenburg, Lisa Klein, Corinna Lechner, Wiebke Rodieck

Juniorinnen
- Franziska Brauße, Liane Lippert, Christa Riffel, Hanna Steffen, Lea Lin Teutenberg

## Österreichischer Radsportverband
Männer Elite
- Matthias Brändle, Michael Gogl, Felix Großschartner, Patrick Konrad, Lukas Pöstlberger

Männer U23
- Markus Freiberger, Patrick Gamper, Sebastian Schönberger

Junioren
- Marco Friedrich, David Herzele, Florian Kierner

Frauen Elite
- Christina Perchtold, Sarah Rijkes, Martina Ritter

Juniorinnen
- Hannah Stadler-Gruber, Lisa Pasteiner

### Swiss Cycling
Elite Herren
- Straßenrennen: Michael Albasini, Mathias Frank, Jonathan Fumeaux, Pirmin Lang, Fabian Lienhard, Simon Pellaud, Sébastien Reichenbach, Danilo Wyss, Marcel Wyss
- Zeitfahren: Stefan Küng, Théry Schir

Junioren
- wird noch bekannt gegeben

Elite Frauen
- Straßenrennen: Nicole Hanselmann, Doris Schweizer
- Zeitfahren: Jutta Stienen, Doris Schweizer

U23 Herren
- Straßenrennen: Patrick Müller, Kilian Frankiny, Gian Friesecke, Matthias Reutimann, Martin Schäppi, Lukas Spengler

ZeitfahrenGian Friesecke, Lukas Spengler
U23 Frauen
- Zeitfahren: Aline Seitz

Juniorinnen
- Straßenrennen: Pauline Roy, Léna Mettraux, Svenja Wüthrich
- Zeitfahren: Léna Mettraux